# Afoxé (instrumento)

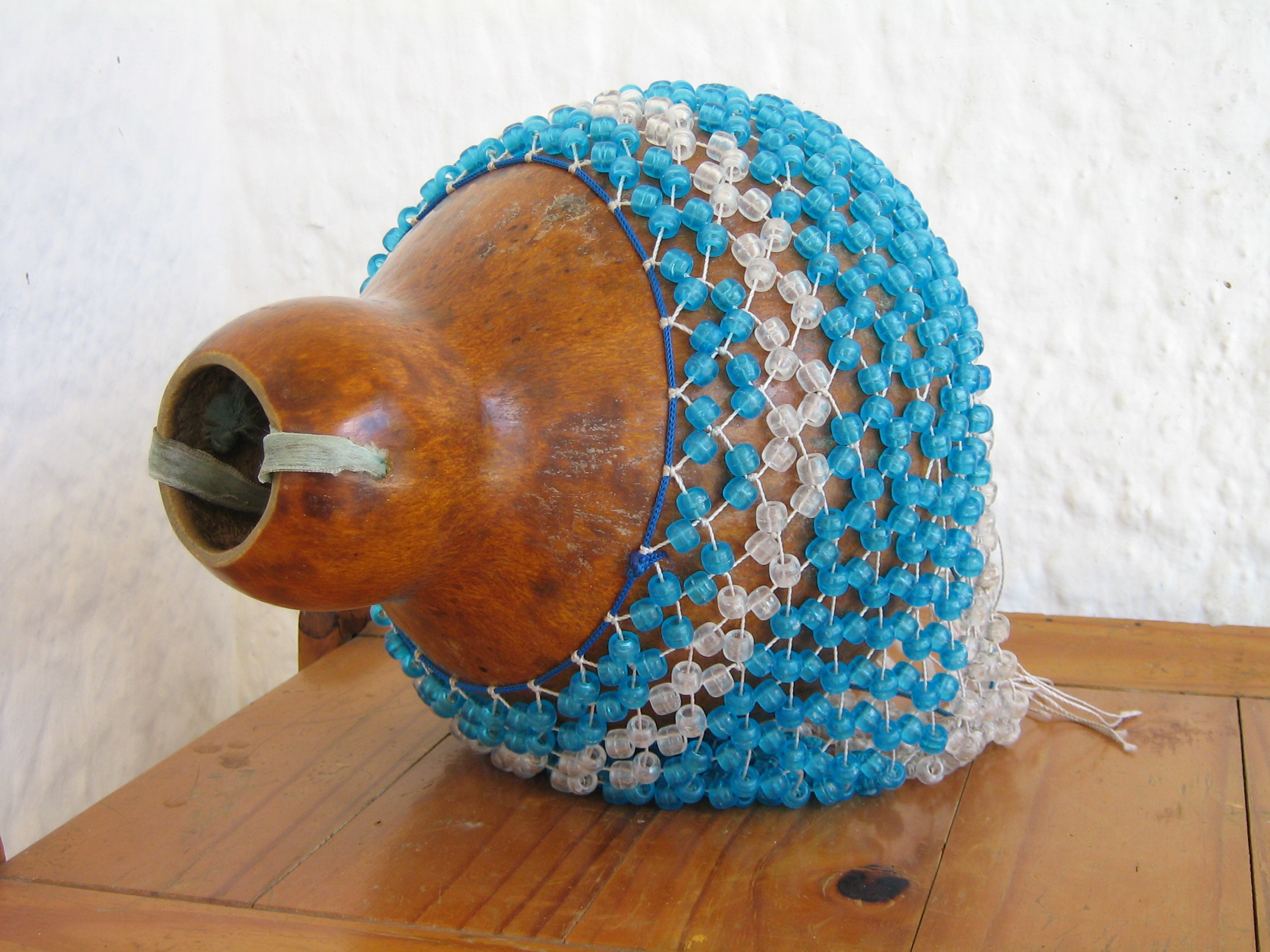
Afoxé

Afoxé é um instrumento musical composto de uma cabaça pequena redonda, recoberta com uma rede de bolinhas de plástico parecido com o Xequerê sendo que o afoxé é menor.
O afoxé pode ser de madeira e/ou plástico com miçangas ou contas ao redor de seu corpo. O som é produzido quando se giram as miçangas em um sentido, e a extremidade do instrumento (o cabo) no sentido oposto. Antigamente era tocado apenas em Centros de umbanda e no samba. Atualmente, o afoxé ganhou espaço no reggae e música pop, rock, funk, tecnomelodia, forró, sertanejo.